# Стасюк Світлана Іванівна
Світлана Іванівна Стасюк (нар. 30 грудня 1978) — українська футболістка.

## Життєпис
Футбольну кар'єру розпочала у футболці київського «Динамо». У чемпіонаті України дебютувала в 1994 році, в якому провела 6 матчів. 1994 року новим президентом «Динамо» став Григорій Суркіс, який досить скептично ставився до жіночого футболу і в кінці 1994 року розформував жіночу команду. Усі гравчині та персонал клубу отримали статус вільних агентів, в тому числі й Світлана Стасюк. У 1995 році вона перейшла до іншого столичного клубу, «Аліна». У команді відіграла три сезони, за цей час у Вищій лізі зіграла 33 матчі. У сезоні 1997 року допомогла команді виграти чемпіонат, проте по завершенні сезону команду розформували. У 1999 році перейшла у «Дончанку». Того сезону відіграла 12 матчів, після чого залишила команду. У 2002 році підписала контракт з «Житлобудом-1». У команді відіграла два сезони, за цей час у Вищій лізі зіграла 14 матчів та відзначилася 5-а голами. У 2005 році підсилила калуський «Нафтохімік». У команді відіграла один сезон, двічі виходила на поле в матчах чемпіонату України, після чого завершила футбольну кар'єру.

## Досягнення
«Аліна»
- Вища ліга чемпіонату України
  -  Чемпіон (1): 1997
  -  Срібний призер (2): 1995, 1996

- Кубок України
  -  Володар (2): 1995, 1997
  -  Фіналіст (1): 1996

«Донечанка»
- Вища ліга чемпіонату України
  -  Чемпіон (1): 1999

- Кубок України
  -  Володар (1): 1999

«Житлобуд-1»
- Вища ліга чемпіонату України
  -  Чемпіон (1): 2003
  -  Срібний призер (1): 2002

- Кубок України
  -  Володар (1): 2003
  -  Фіналіст (1): 2002

«Нафтохімік»
- Вища ліга чемпіонату України
  -  Бронзовий призер (1): 2005